# كونسيويلو غونزاليس سالازار
كونسيويلو غونزاليس سالازار (بالإسبانية: Consuelo González Salazar)‏ هي رسامة مكسيكية، ولدت في 1941.